# آنگیاری
آنگیاری (به ایتالیایی: Anghiari) یک کومونه در ایتالیا است که در استان آرتزو واقع شده‌است.

## خصوصیات
آنگیاری ۱۳۰٫۵۱ کیلومترمربع مساحت و ۵٬۸۶۶ نفر جمعیت دارد و ۴۲۹ متر بالاتر از سطح دریا واقع شده‌است.

## خواهرخوانده
شهرهای لا پلاتا و بیت ساحور خواهرخوانده‌های آنگیاری هستند.